# میشل لوکلر
میشل لوکلر (فرانسوی: Michel Leclère‎؛ زادهٔ ۱۸ مارس ۱۹۵۶ در مانت-اژولی، ایولین) رانندهٔ سابق مسابقات اتومبیل‌رانی اهل فرانسه است که از فصل ۱۹۷۵ تا ۱۹۷۶ در مجموع در هشت گراند پری از مسابقات جهانی فرمول یک شرکت کرد، اما موفق به کسب هیچ امتیازی نشد.